# Helvella lactea
Helvella lactea Boud. – gatunek grzybów z rodziny piestrzycowatych (Helvellaceae).

## Systematyka i nazewnictwo
Pozycja w klasyfikacji według Index Fungorum: Helvella, Helvellaceae, Pezizales, Pezizomycetidae, Pezizomycetes, Pezizomycotina, Ascomycota, Fungi.
Po raz pierwszy takson ten opisał w 1907 r. Jean Louis Émile Boudier i nadana przez niego nazwa jest ważna do dzisiaj.

## Morfologia
Owocnik
O wysokości 2–3,5 cm i średnicy 1–4 cm, składający się z kapelusza i trzonu. Zewnętrzna powierzchnia kapelusza biaława do blado żółtawej, rzadko również jasnożółta, wewnętrzna gładka lub kremowa, biaława do kremowej. Trzon głęboko podłużnie bruzdowany, białawy, pusty, spłaszczony, lekko oprószony. Brzeg kapelusza dotykający trzonu. Miążśz cienki, kruchy.
Cechy mikroskopowe
Worki 8-zarodnikowe, 180–220 × 14–18 µm. Zarodniki białe, 15–18 × 10–12 µm, gładkie, szkliste, szeroko eliptyczne, z dużymi gutulami i często z kilkoma mniejszymi w środku. Parafizy cylindryczne z maczugowato pogrubionymi końcówkami o średnicy do 6–8 µm.

## Występowanie i siedlisko
Helvella lactea występuje w Ameryce Północnej i Europie. Jest rzadka. W 2006 r. M.A. Chmiel przytoczyła 2 stanowiska w Polsce, ale w późniejszych latach podano jeszcze inne. Bardziej aktualne podaje internetowy atlas grzybów. Znajduje się w nim na liście gatunków zagrożonych, wartych objęcia ochroną.
Grzyb naziemny. Występuje w lasach mieszanych, zwłaszcza w łęgach, w towarzystwie brzozy lub olchy, w trawie, wśród liści lub w mchach. Owocniki tworzy pojedynczo lub stadnie, od wiosny do lata, rzadziej późną jesienią.